# Naftoli
| Naftoli            |                                              |                                                    |
| Naziv              | 1-naftol                                     | 2-naftol                                           |
| Ostali nazivi      | α-naftol, 1-hidroksinaftalen                 | β-naftol, 2-hidroksinaftalen                       |
| Struktura          |                                              |                                                    |
| CAS-broj           | 90-15-3                                      | 135-19-3                                           |
| PubChem            | 7005                                         | 8663                                               |
| Molekulska formula | C10H8O                                       | C10H8O                                             |
| Molna masa         | 144,17 g·mol−1                               | 144,17 g·mol−1                                     |
| Gustoća            | 1,28 g·cm−3                                  | 1,22 g·cm−3                                        |
| Agregatno stanje   | Krutina                                      | Krutina                                            |
| Kratak opis        | Bezbojni kristali sa slabim fenolnim mirisom | Bijeli do žućkasti kristalni prah fenolnim mirisom |
| Talište            | 96 °C                                        | 123 °C                                             |
| Vrelište           | 288 °C                                       | 285 °C                                             |
| Kiselost           | 9,30                                         | 9,57                                               |
| Topljivost         | 0,1 g·l−1 (20 °C)                            | 1 g·l−1 (20 °C)                                    |

Naftoli (nafta + [alkoh]ol) ili hidroksinaftaleni su organski spojevi koji se odvode od naftalena zamjenom jednog ili više vodikovih atoma hidroksilnom skupinom (OH). U malim se količinama nalaze u katranu kamenog ugljena, a proizvode se taljenjem odgovarajućih sulfonskih kiselina s alkalijama, pri čem se sulfo-skupina SO3H zamjenjuje hidroksilnom skupinom. Najjednostavniji naftol, C10H7OH, može s obzirom na položaj hidroksilne skupine postojati u dva izomera: 1-naftol i 2-naftol. To su kristalne tvari koje lako sublimiraju, slabo se otapaju u vodi, a dobro u organskim otapalima. Oba ta naftola, osobito 2-naftol, te njihovi derivati (naftolsulfonske kiseline, nitronaftoli i aminonaftoli) važni su međuproizvodi u sintezi organskih bojila, i to kao reaktanti u reakciji kopulacije. Koriste se i u proizvodnji insekticida i fungicida te kao sredstva za konzerviranje u tehnici.

## Naftolni pigmenti
Među naftolnim azo-pigmentima razlikuju se jednostavni pigmenti s nesupstituiranim 2-naftolom, naftolni pigmenti u obliku soli s metalnim kationima, te pigmenti naftola AS.

### Jednostavni naftolni pigmenti
Jednostavni naftolni pigmenti ubrajaju se među najstarije sintetske spojeve namijenjene bojenju. Sastoje se od 2-naftola kao kopulacijske komponente, te od različitih anilina 
zamijenjenih (supstituiranih) u položaju orto i para kao diazotacijske komponente. Danas se pigmenti te grupe sve manje upotrebljavaju, ali izuzetak čine dva vrlo poznata pigmenta: toluidni crveni pigment (C.I. PR 3, 12 120) i dinitroanilinski narančasti pigment (C.I. PR 5, 12 075), koji se ujedno ubrajaju među najvažnije organske pigmente. Ističu se vrlo čistim tonom, svjetlostalnošću u punom tonu, otpornošću prema atmosferilijima te niskom cijenom. Oba se pigmenta mnogo upotrebljavaju u sredstvima za ličenje, na primjer u automobilskim lakovima i lakovima za poljoprivredne strojeve, ali su prikladni i za zidne boje koje se razrjeđuju vodom. Često se kombiniraju s molibdatnim crvenilom ili s kvalitetnim organskim pigmentima, na primjer s kinakridonima. Toluidinski crveni pigment dobro pokriva i postojan je prema mnogim kemikalijama, ali ne i prema djelovanju otapala. Upotrebljavaju se i kao vrlo dobar crveni pigment za emajl. Dinitroanilinski narančasti pigment nešto je slabije pokrivne moći. Mnogo se primjenjuje u grafičkoj industriji.

### Naftolni pigmenti u obliku soli
Naftolni pigmenti u obliku soli pripravljaju se polazeći od diazotiranog monoamina supstituiranog u orto položaju sulfo grupom -SO3H. Kao kopulacijska komponenta služi 2-naftol ili 2-hidroksi-3-naftojeva kiselina. Dobiveno topljivo bojilo prevodi se zatim u netopivi pigment stvaranjem soli s ionima metala, u prvom redu kalcija i barija. 
Od naftolnih pigmenata u obliku soli s nesupstituiranim 2-naftolom svega ih je nekoliko zadržalo veću tehničku važnost. Najpoznatiji su litoli (litolna crvenila), koji se ističu snažnom (intenzivnom) bojom, dobrim pokrivanjem i niskom cijenom. Najviše se upotrebljavaju kao pigmenti za sve vrste tiskarskih boja, a osim neotpornosti prema kemikalijama i povišenim temperaturama nisu za vanjsku upotrebu. 
Pigmenti pod nazivom BON također su naftolni pigmenti u obliku soli, u kojima je kopulacijska komponenta 2-hidroksi-3-naftojeva kiselina (β oksinaftojeva ili BON kiselina). Crvena boja tih pigmenata plavičastog je tona (poput rubina). Najvažniji je među njima crveni pigment nazvan permanentrubinom (C.I. PR 57, 15 850), jedan je od najpoznatijih organskih pigmenata. Postojan je na svjetlu i u otapalima, briljantne i jake boje, ali je neotporan prema alkalijama. To je vrlo cijenjen pigment u pripravi svih vrsta tiskarskih boja.

### Pigmenti naftola AS
Pigmenti naftola AS poznati su kao azo-pigmenti, od kojih se neki troše u velikim količinama. Kao kopulacijska komponenta u tim spojevima služi anilid 2-hidroksi-3-naftojeve kiseline, poznat pod nazivom naftol AS (prema njem. Anilid Säure). Pigmenti naftola AS dostupni su u narančastim, smeđim i crvenim bojama, od kojih je osobito vrijedna čitava paleta crvenih tonova. Pigmenti se odlikuju jakošću svoje boje, svjetlostalnošću i otpornošću prema kemikalijama, dok im je postojanost prema otapalima nešto slabija. Zahvaljujući uvođenju različitih supstituenata u oba anilinska prstena poznato je mnoštvo pigmenata te grupe, od kojih je najvažniji crveni pigment C.I. PR 112, 12 370. 
Pigmenti naftola AS mnogo se upotrebljavaju u pripravi tiskarskih boja, a uvođenjem još jedne karboamidne grupe u molekulu smanjuje se osjetljivost prema otapalima i sklonost prema migraciji, pa takvi pigmenti služe i u pripravi kvalitetnih industrijskih lakova za naliče.